# شهاب نادری
شهاب نادری نمایندهٔ دورهٔ دهم از حوزهٔ انتخابیهٔ پاوه و جوانرود و ثلاث باباجانی و روانسر در استان کرمانشاه بوده است. وی با کسب ۳۲٬۵۱۴ رای از مجموع ۱۱۱٬۸۸۵ رای معادل ۲۹٫۰۶٪ درصد آرا به مجلس راه پیدا کرد.
وی عضو کمیسیون اقتصادی مجلس شورای اسلامی دوره دهم می‌باشد.
شهاب نادری در سال ۱۳۹۷ به دلایلی که از جمله فساد مالی بود رد صلاحیت شد.